# Melanitis batjana
Melanitis batjana är en fjärilsart som beskrevs av Hans Fruhstorfer 1908. Melanitis batjana ingår i släktet Melanitis och familjen praktfjärilar. Inga underarter finns listade i Catalogue of Life.